# Kutukari, Kotka
Kutukari är en ö i Finland.   Den ligger i kommunen Kotka i den ekonomiska regionen  Kotka-Fredrikshamn  och landskapet Kymmenedalen, i den södra delen av landet, 120 km öster om huvudstaden Helsingfors.